# Jüdischer Parasit

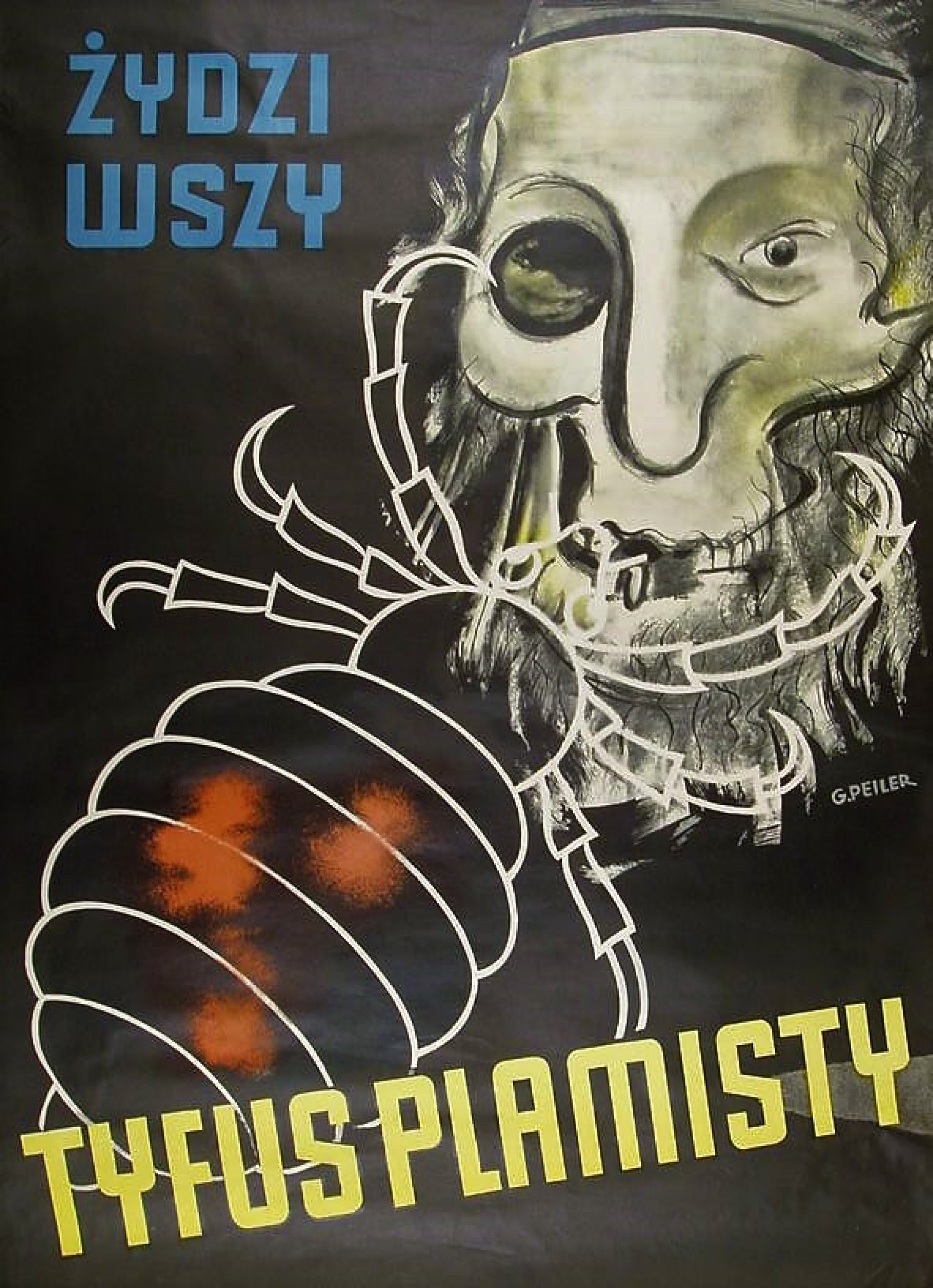
Nationalsozialistisches Propagandaplakat aus dem Generalgouvernement, 1941, mit der Aufschrift: „Żydzi – wszy – tyfus plamisty“.

„Jüdischer Parasit“ ist ein seit der Zeit der Aufklärung nachweisbares judenfeindliches Stereotyp. Dahinter steht die Vorstellung, die Juden der Diaspora wären zu eigener Staatsbildung unfähig und würden daher Staaten und Völker – die biologistisch als Organismen bzw. „Volkskörper“ imaginiert werden – parasitär befallen und ausnutzen. Das Stereotyp tritt oft verbunden mit dem Vorwurf des Wuchers und der Trennung von „schaffendem“, also produktivem, und „raffendem“, nichtproduktivem (Finanz-)Kapital auf (siehe „Hochfinanz“). Das Stereotyp ist eng mit der Verschwörungstheorie eines „Weltjudentums“ verknüpft. In der Zeit des Nationalsozialismus diente es zur Legitimation der Judenverfolgung bis hin zum Holocaust.
In geänderter Ausrichtung wurde das Motiv auch von einigen Vertretern des Zionismus aufgegriffen. Sie sahen eine „parasitäre“ Lebensweise in anderen Kulturen als zwangsläufige Folge der Diaspora an und stellten ihr den Aufbau eines jüdischen Staates als Ideal gegenüber.

## Von der Aufklärung bis zum Vormärz

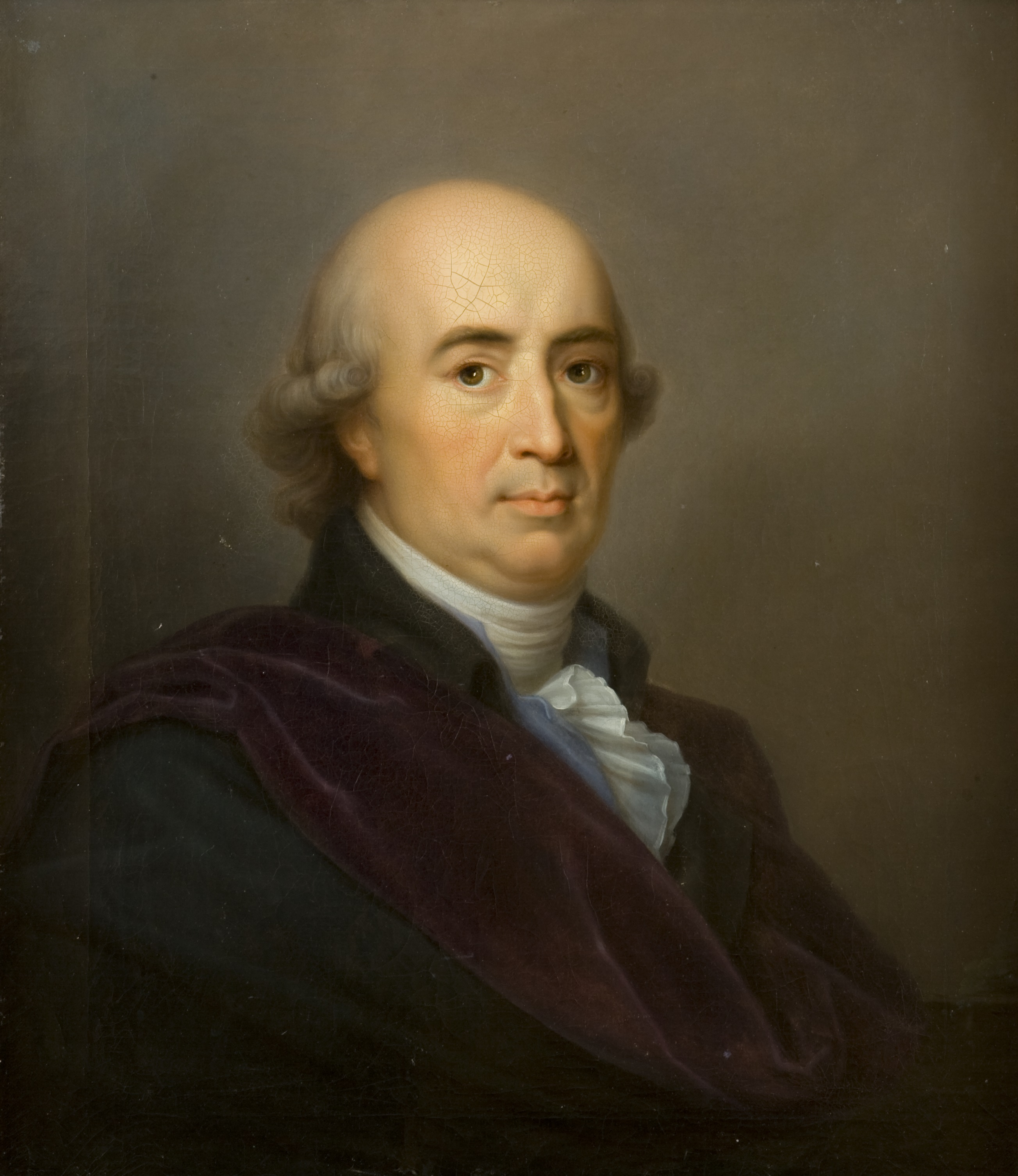
Herder. Porträt von Gerhard von Kügelgen (1806)

Die frühesten Nachweise der Vorstellung eines „jüdischen Parasiten“ lassen sich im 18. Jahrhundert finden. Vorläufer könnten, wie der deutsch-israelische Historiker Alexander Bein vermutet, in der mittelalterlichen Vorstellung vom „Wucherjuden“, der dem Volk das Blut aussaugen würde, und der Ritualmordlegende gefunden werden, wonach Juden das Blut von christlichen Kindern zu rituellen Zwecken verwenden würden. Zudem lässt sich – etwa in den judenfeindlichen Schriften Martin Luthers – die Idee nachweisen, Juden seien in Europa nur Gäste, die Christen aber ihre Wirte, woraus sich später die Vorstellung des von Parasiten befallenen Wirtsvolkes entwickelte. Der französische Aufklärer Voltaire (1694–1778) sprach den Juden explizit die Fähigkeit zu eigenen Kulturleistungen und zu dauerhafter Staatlichkeit ab: Als Beleg führte er den Bau des ersten Tempels an, für den Salomo mit Hiram von Tyrus Handwerker aus dem Libanon habe engagieren müssen, und das zweifache Exil (einmal das Babylonische Exil nach 597 v. Chr. und dann die Diaspora nach der Vertreibung durch die Römer 135 n. Chr.). Die gesamte Tora sei in parasitischer Weise altorientalischen Quellen entlehnt.
Der deutsche Theologe und Philosoph Johann Gottfried Herder (1744–1803), ein bedeutender Vertreter der Weimarer Klassik, schrieb 1791 im dritten Teil seiner Ideen zur Philosophie der Geschichte der Menschheit:

„Das Volk Gottes, dem einst der Himmel selbst sein Vaterland schenkte, ist Jahrtausende her, ja fast seit seiner Entstehung eine parasitische Pflanze auf den Stämmen anderer Nationen; Ein Geschlecht schlauer Unterhändler beinahe auf der ganzen Erde, das trotz aller Unterdrückung nirgends sich nach eigener Ehre und Wohnung, nirgends nach einem Vaterlande sehnt.“

Eine ganz ähnliche Passage findet sich noch einmal im vierten Teil. Da Herder, ein ausgezeichneter Kenner des Alten Testaments und des antiken Judentums, als ein Philosemit der Aufklärung gilt, ist die Deutung dieser Passagen umstritten: Laut dem Antisemitismusforscher Léon Poliakov nahm Herder damit „die Äußerungen der Rassisten künftiger Generationen vorweg“. Der deutsche Literaturwissenschaftler Klaus L. Berghahn glaubt, Herders Sympathie habe nur dem antiken Judentum gegolten: Den Juden seiner Gegenwart dagegen habe er ablehnend gegenübergestanden. Der polnische Germanist Emil Adler dagegen hält es – auch angesichts der positiven Äußerungen zum Judentum wenige Seiten vorher oder nachher – für möglich, dass Herder damit nur ein „apologetisches Gegengewicht“ setzen wollte: Auch an anderen Stellen der Ideen habe er kritisch-aufklärerische Formulierungen mit konservativ-orthodoxen Gedanken kontrastiert und sie somit abgeschwächt, um seine Stellung als Generalsuperintendent der lutherischen Kirche in Weimar nicht zu gefährden. Der Germanist Arndt Kremer weist darauf hin, dass dergleichen Sprachbilder im 18. Jahrhundert „noch nicht per se für antisemitische Zwecke instrumentalisiert“ waren. Er stellt ihnen Herders Argumentation gegenüber, wonach sich die angeblichen Verfehlungen des Judentums mit der von ihm als „barbarisch“ bezeichneten antijüdischen Gesetzgebung seiner Gegenwart erklären ließen: „Kein völkischer Antisemit späterer Zeit würde so argumentieren“.
Der Rezensent eines judenfeindlichen Werks des deutschen Aufklärungsschriftstellers Friedrich Buchholz (1768–1843) griff 1804 in der Neuen allgemeinen deutschen Bibliothek die Metapher vom Juden als „parasitischer Pflanze, die unaufhörlich ein edles Gesträuch umklammert, sich von dem Safte nährt“ auf. Im Jahr 1834 wurde die Metapher in der Zeitschrift Der Canonische Wächter in einem Artikel gegen die jüdische Emanzipation gerichtet: Die Juden würden „als eine wahre Plage der Völker diese parasitisch umranken“. Welche parasitische Pflanze damit konkret gemeint war, brachte der evangelische Pfarrer Robert Haas in seiner Polemik gegen die Judenemanzipation zum Ausdruck:

„Hiernach sind die Juden ein wahres Mistelgewächs am Baume des Staates, und nur in dem Grade dieser dafür sorgt, daß jede Unreinlichkeit von ihm gefegt und jede Wucherpflanze entfernt werde, wird der Baum herrlicher gedeihen und segensreiche Früchte tragen.“

## Linker Antisemitismus im 19. Jahrhundert

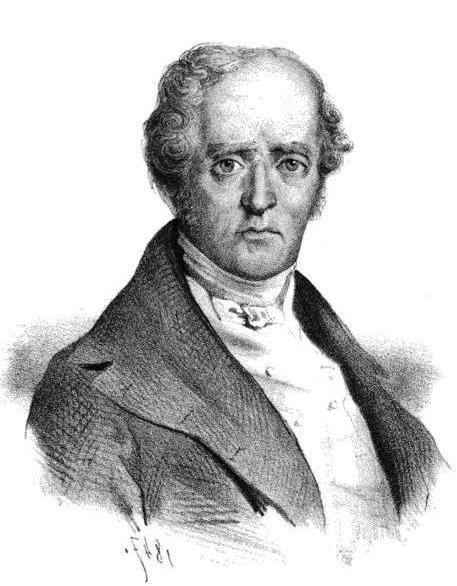
Fourier. Lithografie von Charles Baugniet (1848)

Die Vorstellung eines – im übertragenen Sinne – gesellschaftlichen Parasitismus ist im Sozialismus seit langem anzutreffen. Sie wurde aus der Physiokratie des 18. Jahrhunderts übernommen, die städtische Kaufleute und Manufakturbesitzer im Unterschied zu den angeblich einzig produktiven Landwirten als „classe stérile“ bezeichnete. Der französische Frühsozialist Charles Fourier (1772–1837) etwa bezeichnete die Mehrheit aller Dienstboten, Frauen und Kinder als „häusliche Parasiten“, denen er noch die „sozialen Parasiten“ an die Seite stellte, nämlich Händler und Seeleute. Zu diesen „anti-produktiven“ Bevölkerungsklassen rechnete Fourier auch die Juden. Sein Schüler Alphonse Toussenel (1803–1885) definierte in seinem 1846 erschienenen Werk Les Juifs, rois de l’époque : histoire de la féodalité financière „den verachteten Namen des Juden“ als „jeden Geldhändler, jeden unproduktiven Parasiten, der von der Substanz und der Arbeit anderer lebt. Jude, Wucherer, Geldhändler sind für mich Synonyme“.
Der Frühsozialist Pierre-Joseph Proudhon (1809–1865) spitzte Fouriers Antisemitismus zu und lud ihn mit weiteren Stereotypen auf. So beschuldigte er die Juden, sie hätten Jesus Christus gekreuzigt, die von Proudhon abgelehnte römisch-katholische Kirche gegründet und sie würden nach der Weltherrschaft streben und seien eine nicht assimilierungsfähige „Menschenrasse“. Dabei stützte er sich auf den Religionsphilosophen Ernest Renan (1823–1893), der die Ansicht vertrat, die hebräische Sprache sei unfähig zu abstrakter Begriffsbildung und damit zur Metaphysik. Insgesamt erschienen Proudhon die Juden als Symbole des von ihm kritisierten Kapitalismus. Im Jahr 1860 schrieb er:

„Der Jude bleibt Jude, eine Parasitenrasse, Feind der Arbeit, der allen Gepflogenheiten des anarchischen und lügnerischen Handels, der Börsenspekulation und der Wucherei frönt. Der gesamte Handelsverkehr ist in der Hand der Juden; vielmehr als die Könige oder die Kaiser sind sie die Souveräne der Zeit.“

Daraus zog er 1847 den Schluss, die Juden müssten entweder nach Asien vertrieben oder vernichtet werden.
Der französische Sozialist Albert Regnard (1836–1903) sah 1890 Parallelen zwischen den Antinomien des Kapitalisten und des Proletariers auf der einen Seite und des Juden und des Ariers auf der anderen Seite. Der russische Anarchist Michail Bakunin (1814–1876) nannte die Juden 1871 „eine ausbeuterische Sekte, ein Blutegelvolk, einen einzig fressenden Parasiten“. Sie würden entweder von Karl Marx oder von den von Bakunin ebenso verachteten Rothschilds kommandiert. Nach Ansicht des Politikwissenschaftlers Klaus von Beyme zeigt sich hier, dass Bakunins Antisemitismus nicht rassisch, sondern antikapitalistisch motiviert war. Nach Armin Pfahl-Traughber behauptet Bakunin hier „ernsthaft ein verschwörerisches Kooperieren von Kapitalisten und Kommunisten in Gestalt der Rothschilds und von Marx“. Pfahl-Traughber sieht gerade in der Bezeichnung des Judentums als Blutegelvolk durch Bakunin die rassistische Variante des Antisemitismus.
Während die britische Chartisten-Bewegung im Allgemeinen die jüdische Forderung nach Gleichberechtigung unterstützte, sah es in Hinsicht auf ihre ökonomische Rolle anders aus. Juden wurden von Chartisten als Parasiten und Verkörperung der Ausbeutung denunziert, die sich mit anderen Feinden der Arbeiterklasse zusammentun würden.

## Rechter Antisemitismus im 19. und zu Beginn des 20. Jahrhunderts
Im rechten politischen Spektrum war das Stereotyp vom „jüdischen Parasiten“ deutlich weiter verbreitet als im restlichen politischen Spektrum. Die politische Rechte verwendete das Stereotyp eher mit rassistischer als mit antikapitalistischer Stoßrichtung; wenngleich beide Motive vorkommen. Es hatte jedes Mal die Funktion, die eigenen antisemitischen Verdächtigungen in eine naturwissenschaftliche und damit anscheinend objektive Begrifflichkeit einzukleiden. Der deutschsprachige Publizist Osman Bey schrieb 1873 in seinem verschwörungstheoretischen Werk Die Eroberung der Welt durch die Juden, Juden seien „größtenteils unproduktive Parasiten“.
Als in den 1880er Jahren immer mehr Juden aus Osteuropa nach Deutschland und Österreich flohen, wurde die Darstellung vom jüdischen Schmarotzer und Krankheitsüberträger zum Topos der antisemitischen Literatur. Der deutsche Nationalökonom Albert Schäffle entfaltete in seinem sozialdarwinistischen Werk Bau und Leben des sozialen Körpers 1881 den Begriff des „socialen Parasiten“, der sich die Arbeitskraft und das Vermögen seines „Wirts“ zunutze mache, ohne selbst etwas dazu beizusteuern. Als besonders gefährlichen Teil dieses Sozialschmarotzertums bezeichnete er die im Kreditwesen tätigen, „wuchernden“ Juden. Mit der Vorstellung eines „Volkskörpers“, in den der jüdische Parasit eindringe, um ihm zu schaden, wandelte sich die Bedeutung der Metapher. Wurden ihr ursprünglich noch Bedeutungen aus der Botanik beigelegt (wie bei Herder), wurde sie zunehmend mit Zoologie oder Infektiologie in Verbindung gebracht: Nun hatte man sich unter „jüdischen Parasiten“ Blutegel, Läuse, Viren oder gar Vampire vorzustellen, die rücksichtslos bekämpft werden müssten.

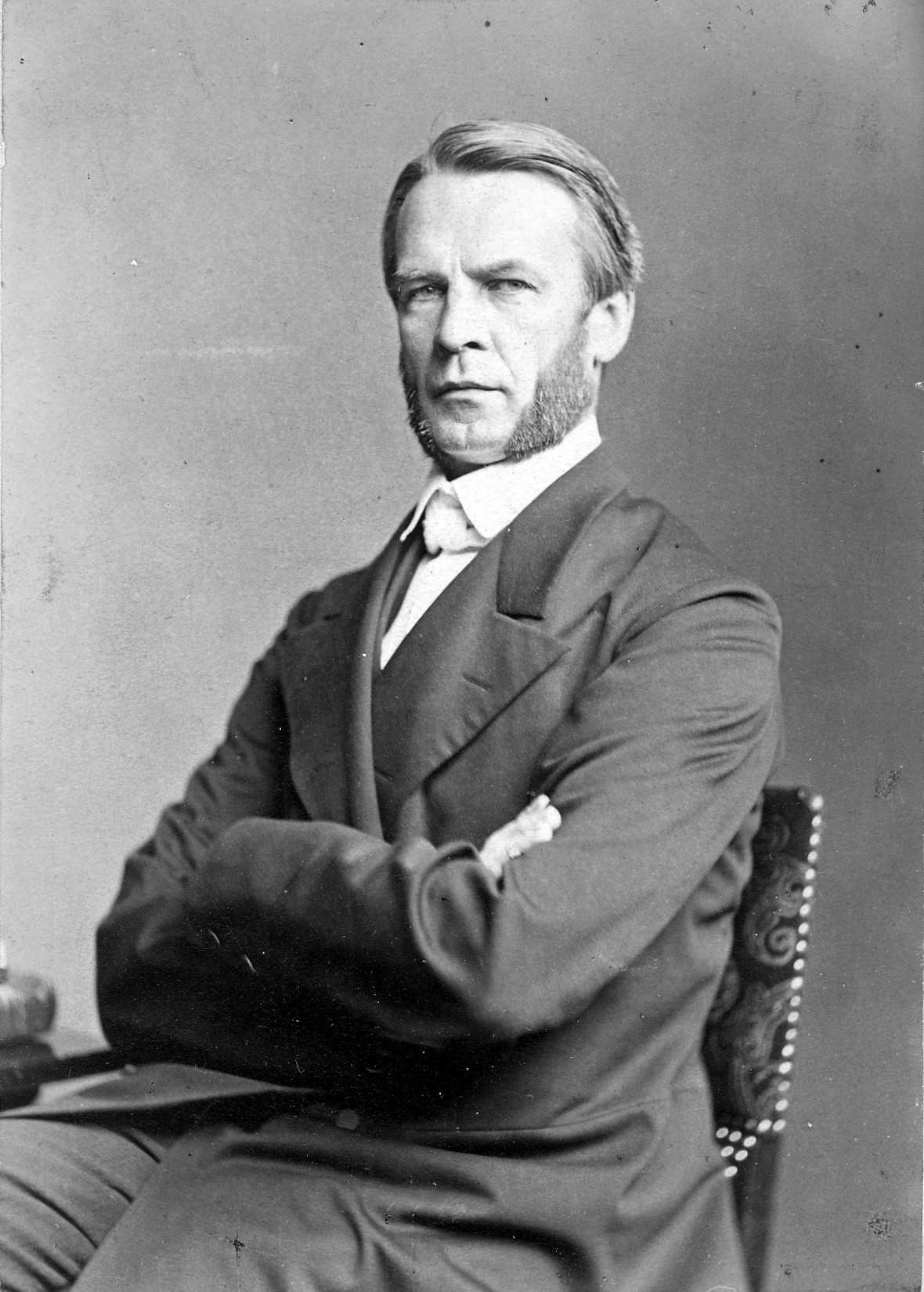
Adolf Stoecker. Photographie (ca. 1890)

Der Hofprediger Adolf Stoecker (1835–1909) – Gründer der Christlich-sozialen Arbeiterpartei – wollte 1880 in einer Debatte im Preußischen Abgeordnetenhaus den Juden nur eine „parasitische Existenz“ im christlichen Europa zugestehen und verglich sie mit „Blutegeln“. In der Folgezeit fasste er dabei sogar einen Rassenkampf und die Anwendung von Gewalt ins Auge. Der Bibliothekar und Volksliedforscher Otto Böckel (1859–1923), der von 1887 bis 1903 für die Deutsche Reformpartei im Reichstag saß, stigmatisierte jüdische Händler öffentlich als „jüdische Parasiten“, die sich „ins deutsche Wesen hineingefressen“ hätten. Seine Fraktionskollegen Friedrich Bindewald (1862–1940) und Hermann Ahlwardt (1846–1914) nannten Juden 1895 ein „parasitisches Volk“ und setzten sie mit „Cholerabazillen“ gleich.
Der deutsche Nationalökonom Eugen Dühring (1833–1921) schrieb 1881 in seinem Werk Die Judenfrage als Racen-, Sitten- und Culturfrage, jüdische Parasiten würden sich in einem „bereits korrumpierten Volkskörper“ besonders wohlfühlen. Die Macht dieses „inneren Carthago“ hätten die modernen Völker zu brechen. In der posthum erschienenen 6. Auflage von 1930 spitzte er diese Aussage noch zu und rief zum Krieg gegen die Juden auf:

„Dabei ist jedoch zu veranschlagen, dass das Recht des Krieges, zumal eines Krieges gegen die anti-arischen, ja anti-menschlichen Angriffe fremder Parasiten, denn doch ein anderes sein muß als das des Friedens.“

Theodor Lessing wies auf einen Ausspruch Dührings hin, wonach nordische Menschen verpflichtet seien, „die parasitären Rassen auszurotten, wie man bedrohliche Giftschlangen und wilde Raubtiere ausrotten muss.“
In ähnlicher Weise forderte der deutsche Orientalist Paul de Lagarde (1827–1891) 1887 einen „chirurgischen Eingriff“, um die „Masse Eiter“, die sich durch den Befall mit jüdischen Parasiten in Europa angesammelt hätte, zu entfernen: „Mit Trichinen und Bazillen wird nicht verhandelt, Trichinen und Bazillen werden auch nicht erzogen, sie werden so rasch und so gründlich wie möglich vernichtet.“ Ob Lagarde dabei an eine physische Vernichtung der Juden dachte, ist in der Forschung umstritten. Nach Ansicht Alexander Beins sind dies aber alles noch biologistische Vergleiche und Metaphern: Lagarde habe noch nicht der Judenvernichtung das Wort geredet, er habe sich in bildhafter Sprache für eine Enteignung der Juden ausgesprochen. Solche naturkundlichen Metaphern wurden im 19. Jahrhundert auch ganz ohne antisemitische Absicht gebraucht, wie zum Beispiel vom Althistoriker Theodor Mommsen (1817–1903), der die antiken Juden als „Ferment der Dekomposition“ bezeichnete, das die Bildung größerer staatlicher Einheiten über ethnische Grenzen hinaus ermöglicht habe. Der österreichische Politikwissenschaftler Michael Ley dagegen nimmt an, dass Lagarde eine Vernichtung der Juden angestrebt habe; sie sei für ihn im Sinne eines Erlösungsantisemitismus „ein notwendiger Schritt auf dem Heilsweg des deutschen Volkes“ gewesen.

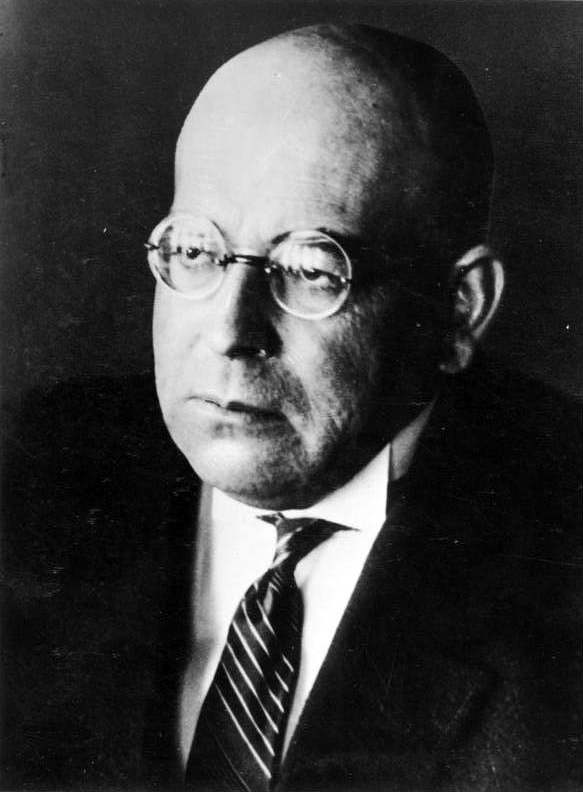
Oswald Spengler (undatierte Photographie)

Der Wandel von der Metaphorik in ein real-naturalistisches Verständnis dieser Begriffe vollzog sich nach Bein erst im 20. Jahrhundert, als etwa der deutsche Kulturphilosoph Oswald Spengler (1880–1936) in seinem Hauptwerk Der Untergang des Abendlandes naturkundliche Termini wie „Wachstum“, „Verwelkung“ oder „Verwesung“ zur Beschreibung von Staaten, Völkern und Kulturen heranzog. Das Judentum bezeichnete er als ein „zersetzendes Element“, das vernichtend wirke, „wo es auch eingreift“. Juden seien zur Anpassung an die abendländische Kultur unfähig und stellten in Europa einen Fremdkörper dar. Die wiederholte Verwendung des Begriffs Wirtsvolk mit Bezug auf die Nationen, in denen Juden leben, legt die Vorstellung nahe, dass sie Parasiten seien, wenngleich Spengler den Begriff selbst nicht verwendet.
Der Publizist Theodor Fritsch (1852–1933) malte in seinem 1907 erstmals erschienenen Handbuch der Judenfrage das Stereotyp vom „jüdischen Parasiten“ aus, der sein „Wirtsvolk“ in Lebensgefahr bringe, wenn er nicht ausgetrieben werde. Dass der angebliche Parasitenbefall nicht erkannt werde, erklärte Fritsch 1928 mit einer weiteren biologistischen Metapher, nämlich der Mimikry der Schlupfwespe, „die ihr Ei in den lebenden Körper der Schmetterlingsraupe legt, in deren Inneren – von außen unbemerkt – die Larve des Schmarotzers sich entwickelt, bis dann aus der Puppe anstelle des Schmetterlings die scheußliche Schlupfwespe entschlüpft.“ Dieser Parasitismus müsse schnellstmöglich beendet werden, „nötigenfalls mit Gewalt“. Mit der Unterstellung, Juden würden „Jüdische Mimikry“ betreiben, also sich tarnen und täuschen, trug Fritsch dazu bei, dass sich der Judenhass in der Folge auch und gerade gegen assimilierte Juden richtete. Der Mimikry-Vorwurf wurde 1922 von dem Publizisten Hans Blüher in seiner Schrift Secessio Judaica aufgegriffen, in der er den Juden unterstellte, sie würden immer ihr wahren Wesen verstellen, auch wenn sie gar nicht bedroht wären: „Die jüdische Mimikry ist im Schicksal der Rasse verankert“.
Wilhelm II. erklärte sich die deutsche Niederlage und die schmählichen Umstände seiner Abdankung verschwörungstheoretisch mit dem verderblichen Wirken von Juden. Im August 1919 schrieb er vom niederländischen Haus Doorn aus an den Generalfeldmarschall August von Mackensen, die Deutschen wären „angehetzt und verführt durch den ihnen verhaßten Stamm Juda, der Gastrecht bei Ihnen genoß. Das war der Dank! Kein Deutscher vergesse je, und ruhe nicht, bis diese Schmarotzer von deutschem Boden vertilgt und ausgerottet sind!“

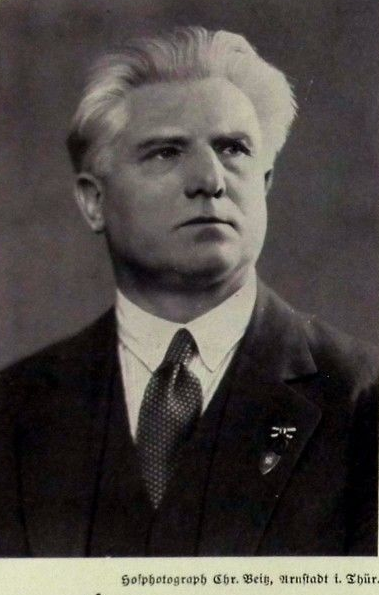
Artur Dinter. Photographie von Christian Beitz (vor 1935)

Eine Variante der antisemitischen Parasitologie bot der völkische Schriftsteller Artur Dinter, der 1917 in seinem Roman Die Sünde wider das Blut die so genannte Imprägnierungstheorie entwickelte: Danach seien Juden auch insofern „Schädlinge am deutschen Volkskörper“, als nichtjüdische Frauen, die einmal von einem Juden schwanger wurden, selbst mit einem nichtjüdischen Partner nicht mehr imstände seien, „Kinder der eigenen Rasse zur Welt zu bringen“. Diese Theorie wurde später von den Nationalsozialisten aufgegriffen und weiterentwickelt und spielte eine wichtige Rolle in den Diskussionen, die 1935 den Nürnberger Rassegesetzen vorangingen.
Auch in anderen Ländern wurde das Stereotyp verbreitet. Beispielsweise behauptete in Frankreich der Journalist Édouard Drumont (1844–1917) in seinem 1886 erschienenen verschwörungstheoretischen Werk La France Juive, der „jüdische Parasit“ würde unter den arischen, „edlen Rassen“ Infektionskrankheiten verbreiten, gegen die er selbst gefeit sei, da „die ihm innewohnende chronische Pest [ihn] vor jeder akuten Ansteckung“ schütze. Anders als jene seien Juden zu schöpferischen Leistungen nicht in der Lage. Daher könnten sie nur als Parasiten überleben, nämlich als Bankiers und Wucherer, die die Franzosen immer weiter schwächen würden. Als Lösung schlug Drumont eine Arisierung der jüdischen Vermögen vor.
Im Jahr 1937 griff der antisemitische Schriftsteller Louis-Ferdinand Céline (1864–1961) in seinen Bagatelles pour un massacre, die 1938 unter dem Titel Die Judenverschwörung in Frankreich in Deutschland erschienen, die Vorwürfe der Frühsozialisten auf und denunzierte „den Juden“ als „unnachgiebigsten, gefräßigsten, zersetzendsten Parasiten“. Er erweiterte die Metapher, indem er ihn mit einem Kuckuck gleichsetzte; einem Brutparasiten, der selbst keine Nester baut, sondern seine Jungen von anderen Vögeln ausbrüten, aufziehen und deren Jungen sterben lässt.
Auch im Kaiserreich Russland war das Stereotyp verbreitet und diente dazu, Gewalttaten gegen Juden zu rechtfertigen. Während der Vertreibung der Juden aus Moskau 1891 erklärte Konstantin Petrowitsch Pobedonoszew, ein enger Berater des Zaren Alexander III., gegenüber einem englischen Gast:

„Der Jude ist ein Parasit. Entfernen Sie ihn von dem lebendigen Organismus, in und auf dem er lebt, und setzen Sie diesen Parasiten auf einen Felsen – und er wird sterben.“

Um 1900 hetzte der Journalist Pawel Alexandrowitsch Kruschewan (1860–1909), Mitglied der schwarzen Hundertschaften, in der Zeitschrift Bessarabetz regelmäßig gegen die Juden, indem er sie als „Blutsauger, Betrüger, Parasiten und Ausbeuter der christlichen Bevölkerung“ bezeichnete. Vor diesem Hintergrund führte ein ungeklärter Mordfall, den er als jüdischen Ritualmord hinstellte, im März 1903 in Chișinău zu einem Pogrom, bei dem etwa 46 Juden umkamen.

## Zionismus
Die Beschreibung von Juden als Parasiten findet sich unter anderen Vorzeichen seit Beginn des 20. Jahrhunderts auch im Zionismus. Aharon David Gordon (1856–1922), ein aus dem ukrainischen Shitomir stammender Organisator der Zweiten Alija, schrieb:

„Wir sind ein parasitisches Volk. Wir haben keine Wurzeln im Boden, es gibt keinen Grund unter unseren Füßen. Und wir sind Parasiten nicht nur im ökonomischen Sinn, sondern auch im Geist, in Gedanken, in der Dichtung, in der Literatur, in unseren Tugenden, unseren Idealen, unserem höheren menschlichen Streben. Jede fremde Bewegung fegt uns mit sich, jeder Wind in der Welt trägt uns. Wir selbst sind fast inexistent, weshalb wir auch in den Augen anderer Völker natürlich nichts sind.“

Schuld daran seien aber nicht die Juden selbst, sondern das Exil, in dem zu leben sie gezwungen seien. Diese Polemik speiste sich aus der Vorstellung, dass allein durch eine Übersiedlung nach Israel die Juden eine eigenständige Kultur und Identität entwickeln könnten. Der Hass auf die Diaspora-Kultur war laut dem israelischen Politikwissenschaftler Zeev Sternhell nachgerade so etwas wie „eine methodologische Notwendigkeit für den Zionismus“. Gordon bezeichnete als Parasiten alle, die nicht selbstständig auf eigenen Beinen stehen und von der eigenen Hände Arbeit leben würden. Diese Untätigkeit sah er auch noch unter der Jischuw verbreitet, der jüdischen Bevölkerung in Palästina. Um die jüdische Nation zu bilden, müsse man dagegen und gegen jede andere Form des Parasitismus „Krieg führen“.
In ähnlicher Weise mystifizierten Zionisten und „Halutzim“, die Pioniere der jüdischen Wiederbesiedlung, den Boden und die Handarbeit, mit der er bestellt wurde: Hugo Herrmann (1887–1940) beschrieb in einem Reisebericht den nachgerade erlösenden Arbeitseifer der bisherigen „Luftmenschen, Parasiten, Händler und Schacherer“ nach ihrer Einreise nach Eretz Israel. Der Mitbegründer der Zionistischen Weltorganisation Max Nordau (1849–1923) formulierte das Ideal des „Muskeljuden“, wobei er zwar nicht auf die Parasitenmetapher zurückgriff, nach Ansicht der österreichischen Historikerin Gabriele Anderl können seine Äußerungen und die anderer zionistischer Theoretiker aber „aus heutiger Sicht auch als eine Internalisierung der antisemitischen Karikatur des Juden als unproduktivem Schmarotzer“ verstanden werden.
In Israel wird der Vorwurf des Parasitentums heute mitunter gegen ultraorthodoxe Juden erhoben, die vom Wehrdienst befreit sind.

## Nationalsozialismus

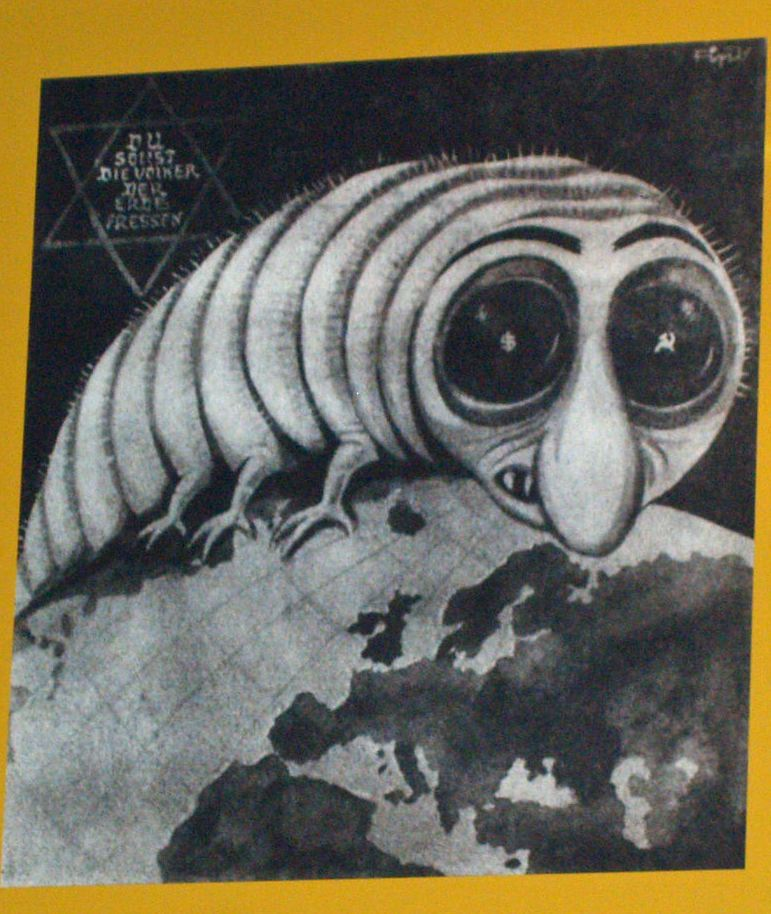
Karikatur aus dem Stürmer, September 1944: Ein monströses Ungeziefer kriecht, mit einem Davidstern gekennzeichnet, über die Erde. Der Text „Du sollst die Völker der Erde fressen“ sollte angeblich eine Stelle aus dem Alten Testament darstellen.

Der Nationalsozialismus ersetzte den marxistischen Grundwiderspruch zwischen Bourgeoisie und Proletariat durch den zwischen „Arbeiter“ und „Parasit“. Die Identifizierung der Juden mit Parasiten, Schädlingen, Krankheitskeimen, Ungeziefer usw. ist hier sehr häufig anzutreffen. Sie diente der Dehumanisierung und letztlich der Ausrottung jüdischer Menschen. Alexander Bein sieht im Diskurs vom „jüdischen Parasiten“, der seine biologistische Terminologie nicht metaphorisch, sondern wörtlich verstand, eine der semantischen Ursachen des Holocaust.
Adolf Hitler (1889–1945) griff das Stereotyp wiederholt auf. Bereits 1920 plädierte er dafür, man müsse „den Bazillus ausrotten“, wolle man das deutsche Volk retten. In seiner 1924/25 verfassten Programmschrift Mein Kampf polemisierte er gegen die im antisemitischen Schrifttum verbreitete Vorstellung, die Juden wären Nomaden, als die er sie selbst noch am 13. August 1920 in einer Rede bezeichnet hatte. Nun bestritt er, dass diese Bezeichnung zutreffend wäre:

„[Der Jude] ist und bleibt der ewige Parasit, ein Schmarotzer, der wie ein schädlicher Bazillus sich immer mehr ausbreitet, sowie nur ein günstiger Nährboden dazu einlädt. Die Wirkung seines Daseins aber gleicht ebenfalls der von Schmarotzern: wo er auftritt, stirbt das Wirtsvolk nach kürzerer oder längerer Zeit ab.“

In dieser Argumentation war jede Möglichkeit der Naturalisierung für Juden ausgeschlossen, denn dadurch würde der vermeintliche Parasit ja nur noch tiefer in den Volkskörper eindringen.
Die antisemitische Wochenzeitschrift Der Stürmer bediente 1927 sich dieses Stereotyps, um den Juden ihr Lebensrecht abzusprechen. Dabei wurden die Juden mit Heuschrecken gleichgesetzt:

„Durch sein Blut ist das jüdische Volk gezwungen, nicht von ehrlicher schaffender Arbeit, sondern von Betrug und Wucher zu leben. Es ist bekannt als ein Volk von Nichtstuern und Betrügern. Das jüdische Volk ist das größte Parasitenvolk der Welt. Es ist nicht wert, daß es existiert.“

Ebenfalls 1927 gab ein nationalsozialistisches Plakat, das für eine Veranstaltung mit Gregor Strasser warb, auf den häufigen Einwand, Juden seien doch auch Menschen, die zynische Antwort: „Der Floh ist auch ein Tier, wenn auch kein angenehmes“. Die Gleichsetzung mit einem Insekt, das Krankheiten überträgt, wurde im Text des Plakats noch gesteigert, indem Juden als Vampire bezeichnet wurden, also als nicht nur lästig, sondern als tödliche Gefahr. Im selben Jahr entfaltete der nationalsozialistische Journalist Arno Schickedanz (1892–1945) das Stereotyp in seiner Schrift Sozialparasitismus im Völkerleben. Sie wurde vom Ideologen der NSDAP, Alfred Rosenberg (1892–1946), 1930 in seinem Mythus des 20. Jahrhunderts zustimmend zitiert. Darin unterstellte er den Juden, vermeintlich auf „streng wissenschaftlicher“ Grundlage, absichtsvoll nationale Schwächen zu suchen, um sich durch diese „Wunde“ in den Volkskörper des „Wirts“ hineinfressen zu können, wie etwa der Sackkrebs den Anus des Taschenkrebses nutze, um in ihn einzudringen und ihn von innen aufzufressen. Gleichzeitig identifizierte er den Eindringling mit Ahasver, dem Ewigen Juden, der zu Heimatlosigkeit verdammt, nur darauf warte, dass seine Feinde sich schwach zeigten. Ablegen könne er sein parasitäres Verhalten deshalb niemals:

„Wenn irgendwo die Kraft eines nordischen Geistesfluges zu erlahmen beginnt, so saugt sich das erdenschwere Wesen Ahasvers an die erlahmenden Muskeln; wo irgendeine Wunde aufgerissen wird am Körper einer Nation, stets frißt sich der jüdische Dämon in die kranke Stelle ein und nutzt als Schmarotzer die schwachen Stunden der Großen dieser Welt. Nicht als Held sich Herrschaft erkämpfen ist sein Sinnen, sondern sich die Welt ‚zinsbar‘ zu machen, leitet den traumhaft starken Parasiten. Nicht streiten, sondern erschleichen; nicht Werten dienen, sondern Ent-Wertung ausnutzen, lautet sein Gesetz, nach dem er angetreten und dem er nie entgehen kann – solange er besteht.“

Ähnlich äußerte sich Reichspropagandaminister Joseph Goebbels (1897–1945) in einer Rede am 6. April 1933: Die Juden seien „eine völlig fremde Rasse“ mit „ausgesprochen parasitären Eigenschaften“. Der Nationalsozialist Walter Frank hob in einer Rundfunksendung im Januar 1938 den Konflikt mit dem „Parasiten“ Judentum auf eine religiöse Ebene: Er könne nicht verstanden werden, ohne ihn in den weltgeschichtlichen Prozess einzuordnen, „in dem Gott und der Satan, Schöpfung und Zersetzung in ewigem Ringkampf liegen.“ Hitler selbst malte in einer Reichstagsrede am 26. April 1942 die global verderblichen Folgen des angeblichen Strebens der Juden nach Weltherrschaft aus:

„Was dann noch bleibt, ist das Tier im Menschen und eine jüdische Schicht, die zur Führung gebracht, als Parasit am Ende den eigenen Nährboden zerstört. Diesem Prozess der, wie Mommsen sagt, von den Juden betriebenen Dekomposition der Völker, hat nun das junge erwachende Europa den Krieg angesagt.“

Am 16. Mai 1942 nutzte er in einem Tischgespräch das Stereotyp als Gegenargument gegen bürgerliche Proteste gegen die Deportation von Juden aus Deutschland: Als Parasit könne der Jude schließlich „im Gegensatz zum Deutschen in Lappland genauso wie in den Tropen“ leben, zu Krokodilstränen bestehe gar kein Anlass.
Der nationalsozialistische Diskurs vom „jüdischen Parasiten“ wurde durch weitere Gleichsetzungen der Juden mit Krankheitserregern, Ratten oder Ungeziefer ergänzt, wie es etwa in Fritz Hipplers Propagandafilm Der ewige Jude aus dem Jahr 1940 zu sehen ist. Damit knüpfte er an die judenfeindlichen Schriften Martin Luthers (1483–1546) an, der die Juden als „Pestilenz“ der Christen beschimpft hatte. Dieser Vorwurf war im 20. Jahrhundert von Antisemiten etwa der Thule-Gesellschaft und auch von Hitler selbst aufgegriffen worden, der sich während des Krieges gegen die Sowjetunion die bevorstehende Ausrottung „diese[r] Pest“ (gemeint war der vermeintlich jüdische Bolschewismus) als dankenswerte Leistung zugutehielt. Im Mai 1943 griff er das Stereotyp im Gespräch mit Goebbels noch einmal auf und variierte es um einen weiteren Schädling: Diesmal setzte er die Juden mit Kartoffelkäfern gleich, bei denen man sich ja auch fragen könne, wieso es sie überhaupt gebe. Die Antwort gab er selbst im sozialdarwinistischen Sinn: Die Natur sei vom „Gesetz des Kampfes“ beherrscht. Parasitäre Erscheinungen würden „diesen Kampf beschleunigen und den Ausleseprozess zwischen Starken und Schwachen intensivieren“. Doch würden zivilisatorisch hochstehende Völker aus Instinktschwäche diese Gefahr regelmäßig unterschätzen: „Es bleibt also den modernen Völkern nichts übrig, als die Juden auszurotten“.

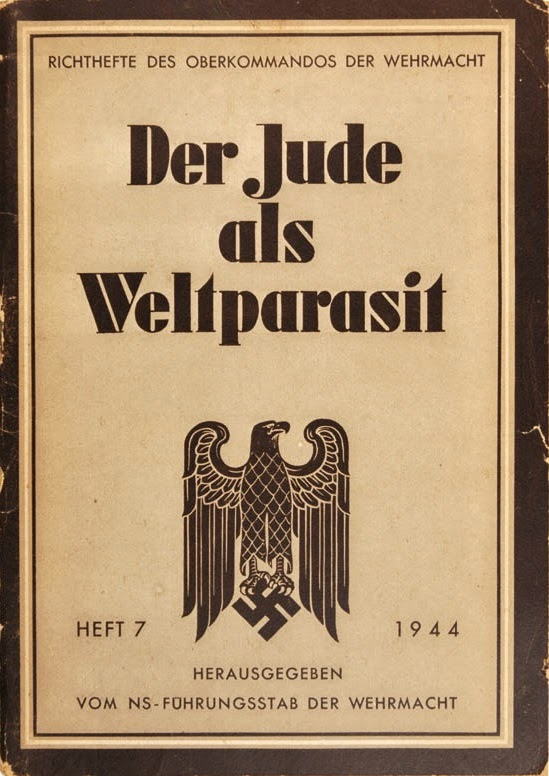
Titelblatt eines Schulungshefts der Wehrmacht, 1944

Durch diese Gleichsetzung mit Parasiten, Schädlingen und Krankheiten wurde den Juden systematisch abgesprochen, Menschen zu sein. Die NS-Propaganda konnte hier an das mittelalterliche Bild vom Juden als Brunnenvergifter anknüpfen. Jedoch gewannen diese Gleichsetzungen durch das im 20. Jahrhundert stärker verbreitete Wissen über Medizin und Hygiene eine ungleich größere Bedeutung. Die einzige Lösung, die in dieser Logik blieb, war die physische Vernichtung der vermeintlichen Schädlinge, der Holocaust. In der nationalsozialistischen Schulungsliteratur wurde diese Konsequenz wiederholt offen angesprochen. So hieß es etwa in „Schulungsgrundlagen für die Reichsthemen der NSDAP für das Jahr 1941/42“, ein von Bakterien befallener Körper müsse diese Parasiten überwinden, oder er werde von ihnen überwunden. Anschließend müsse er dafür Sorge tragen, eine erneute Infektion in der Zukunft zu verhindern. So sei es auch im Völkerleben:

„Bei derartigen Auseinandersetzungen und Vorgängen können humanitäre Grundsätze überhaupt nicht herangezogen werden, ebensowenig wie bei einer Desinfektion eines Körpers oder eines verseuchten Raumes. Es muß hier ein völlig neues Denken Platz greifen. Nur ein solches Denken kann wirklich zu der letzten Entscheidung führen, die in unserer Zeit fallen muß, um die große schöpferische Rasse in ihrem Bestand und in ihrer großen Aufgabe in der Welt zu sichern.“

Mit der Propaganda vom „Juden als Weltparasiten“ wurden Wehrmachtsangehörige von ihren NS-Führungsoffizieren bis in die letzten Monate des Zweiten Weltkrieges hunderttausendfach indoktriniert. Noch 1944 wurden im Generalgouvernement Plakate geklebt, die Ratten vor einem Davidstern zeigten mit der Aufschrift: „Żydzi powracają wraz z bolszewizmen“ (deutsch: „Die Juden kehren mit dem Bolschewismus zurück“). Damit sollten antisemitische Ressentiments der polnischen Bevölkerung gegen die anrückende Rote Armee mobilisiert werden und weiterer Widerstand gegen die deutsche Besatzung unterbunden werden.

## Antisemitismus nach 1945
Auch im Antisemitismus nach 1945 ist das Stereotyp des jüdischen Parasiten nachweisbar. 1947 deutete die Berliner Illustrierte die Abkürzung „D.P.“ (Displaced Persons, gemeint waren die aus den Konzentrationslagern und den Zwangsarbeiterlagern befreiten Menschen) höhnisch als „Deutschlands Parasiten“.
Eine linguistische Analyse von Briefen an den Zentralrat der Juden in Deutschland und die israelische Botschaft in Berlin aus den Jahren 2002 bis 2012 zeigte die ungebrochene Lebendigkeit des Stereotyps vom jüdischen Schmarotzer bzw. Parasiten in der Gegenwart. Bei Neonazis sind diese Metaphern zur Bezeichnung von Juden und Ausländern weit verbreitet. Nach Bernhard Pörksen dient solche Tiermetaphorik dem Versuch, „Ekel zu erzeugen und Vernichtungshemmungen zu senken.“ Entsprechend der Analyse von Albert Scherr und Barbara Schäuble aus dem Jahr 2007 wird das antisemitische „Parasiten-, Verunreinigungs- und Bluts-Topos“, dem das Stereotyp jüdischer Parasit zuzuordnen ist, auch in medialen Diskursen sowie von gegenwärtigen Jugendlichen in Erzählungen und Argumentationen aufgegriffen.
Nach dem Zerfall der Sowjetunion gewann in Russland der Eurasismus an Einfluss, der behauptet, es müsse eine genetische Einheit der Völker Eurasiens hergestellt werden, da sie von chimärischen, parasitären Einflüssen – namentlich von den Chasaren, ein mittelalterliches Turkvolk jüdischen Glaubens – bedroht würden.
Auch im Antisemitismus, der in islamischen Ländern im Zusammenhang mit dem Nahostkonflikt verbreitet ist, lässt sich das Stereotyp finden. Nach der iranischen Revolution 1979 wurden wohlhabende Juden im Land beschuldigt, als „Blutsauger“ ihre muslimischen Arbeiter ausgebeutet und die Gewinne für Waffenkäufe nach Israel überwiesen zu haben. Sie wurden daraufhin verfolgt und enteignet. In der iranischen Fernsehserie Zahras blaue Augen, die erstmals 2004 ausgestrahlt wurde, geht es um jüdischen Organraub an palästinensischen Kindern. Die jüdischen Organempfänger werden als nicht lebensfähig ohne die Körperteile ihrer Opfer dargestellt, was Klaus Holz und Michael Kiefer als Aufgreifen des Parasiten-Stereotyps deuten. Juden schlechthin seien ohne das Wirtsvolk nicht lebensfähig, so wie Parasiten einen Wirt brauchen. Beim Internationalen Holocaust-Karikaturen-Wettbewerb, den die iranische Zeitung Hamshahri veranstaltete, wurde eine Zeichnung eingereicht, in der Juden als Würmer dargestellt wurden, die einen Apfel befallen haben.